# تايلر موس
تايلر موس هو لاعب هوكي الجليد كندي، ولد في 29 يونيو 1975 في أوتاوا في كندا.

## وصلات خارجية
- تايلر موس على موقع دوري الهوكي الوطني (الإنجليزية)
- تايلر موس على موقع قاعة مشاهير الهوكي (لاعب أن.إتش.أل) (الإنجليزية)
- تايلر موس على موقع EliteProspects.com (الإنجليزية)
- تايلر موس على موقع Eurohockey.com (الإنجليزية)
- تايلر موس على موقع HockeyDB.com (الإنجليزية)